# Edward Lewandowski (pilot)
Edward Felicjan Lewandowski (ur. 10 stycznia 1892 w Końskich, zm. 4 lutego 1960) – pułkownik pilot Wojska Polskiego, żołnierz Legionów Polskich podczas I wojny światowej, uczestnik wojny polsko-bolszewickiej, żołnierz Polskich Sił Powietrznych podczas II wojny światowej, kawaler Orderu Virtuti Militari.

## Życiorys
Syn Franciszka i Heleny z Nawrotów. Od 1903 roku uczył się w Gimnazjum w Pułtusku, w 1905 roku został z niego usunięty z powodu uczestnictwa w strajku szkolnym. Przeniósł się do Gimnazjum Filologicznego gen. Pawła Chrzanowskiego w Warszawie. W 1911 roku zdał egzamin maturalny i rozpoczął studia na wydziale budowy maszyn na Technische Universität Graz, gdzie ukończył cztery semestry. W 1914 roku wstąpił do Związku Strzeleckiego „Strzelec” w Grazu.
Od 1 marca 1916 roku był członkiem Polskiej Organizacji Wojskowej w Warszawie. Również w 1916 roku ukończył szkołę podchorążych i od 1 stycznia 1917 roku służył w 3. baterii polowej 1. pułku artylerii lekkiej Legionów. 17 lipca 1917 roku został internowany przez Niemców w obozie w Szczypiornie z powodu uchylenia się od złożenia przysięgi na wierność cesarzowi Niemiec. Z obozu internowania został zwolniony 1 listopada 1917 roku i powrócił do Warszawy, gdzie podjął studia na wydziale inżynierii wodnej Politechniki Warszawskiej.
11 listopada 1918 roku był członkiem oddziału biorącego udział w zajęciu lotniska mokotowskiego. Otrzymał przydział do 1. kompanii I Lotniczego Baonu Uzupełnień na Mokotowie, gdzie służył jako instruktor musztry. 1 stycznia 1919 roku został przeniesiony na stanowisko mechanika samolotowego w warszawskiej szkole pilotów, a w lutym 1919 roku zdał egzamin na majstra lotniczego III klasy. 1 czerwca został przyjęty do pierwszej grupy uczniów we Francuskiej Szkole Pilotów w Warszawie, którą ukończył 21 października z 3. lokatą. 15 grudnia został skierowany na szkolenie do Wyższej Szkoły Pilotów na Ławicy. 15 marca 1920 roku został przydzielony do IV eskadry wielkopolskiej, w jej składzie brał udział w walkach podczas wojny polsko-bolszewickiej. 6 sierpnia wykonał lot w celu odnalezienia pociągu dowództwa III dywizjonu lotniczego. Wyróżnił się podczas obrony Lwowa, w dniach 16–18 sierpnia wykonał szereg lotów szturmowych na oddziały Armii Czerwonej, przyczyniając się do ich odparcia. Wykonywał również loty wywiadowcze oraz łącznikowe. 17 sierpnia wykonał cztery loty bojowe, następnego dnia jego samolot został zestrzelony, ale pilotowi udało się wylądować na terenach zajętych przez polskie wojska i uratować maszynę.
W listopadzie 1920 roku wraz z eskadrą przeszedł do Ostrowa Wielkopolskiego. 19 stycznia 1921 roku został zatwierdzony z dniem 1 kwietnia 1920 roku w stopniu porucznika, w Wojskach Lotniczych, w grupie oficerów byłych Legionów Polskich. 10 września 1921 roku skierowano go jako oficera technicznego do parku 3. pułku lotniczego, a 21 sierpnia 1922 roku został mianowany dowódcą 15. eskadry myśliwskiej. Dowództwo eskadry zdał 12 lutego 1923 roku, kiedy to został powołany do składu komisji, której zadaniem było opracowanie tabel zaopatrzenia technicznego oddziałów lotniczych. W komisji pracował do 28 lutego 1923 roku i powrócił na stanowisko dowódcy 15. em.
1 września 1924 roku został skierowany na kurs doskonalący do Doświadczalnego Centrum Wyszkolenia w Rembertowie. 19 października 1924 roku został mianowany komendantem parku 3. pułku lotniczego w Poznaniu. 1 grudnia 1924 roku został mianowany na stopień majora ze starszeństwem z 15 sierpnia 1924 roku i 14. lokatą w korpusie oficerów aeronautycznych. 3 grudnia 1926 roku wszedł w skład komisji opracowującej zasady gospodarki materiałami lotniczymi w Departament IV Żeglugi Powietrznej Ministerstwa Spraw Wojskowych. Następnie pełnił funkcję szefa wydziału w Wojskowym Zakładzie Zaopatrzenia Aeronautyki. Z dniem 7 stycznia 1930 został przydzielony na trzymiesięczny kurs oficerów sztabowych lotnictwa przy Wyższej Szkole Wojennej w Warszawie. 18 lutego 1930 został mianowany na stopień podpułkownika ze starszeństwem z 1 stycznia 1930 i 6. lokatą w korpusie oficerów aeronautycznych. W czerwcu tego roku został przeniesiony do 1. pułku lotniczego w Warszawie na stanowisko zastępcy dowódcy pułku. Od 1 lutego 1931 roku pełnił funkcję dowódcy 2. pułku lotniczego w Krakowie. W czerwcu 1933 roku przyjmował w pułku wizytę księcia rumuńskiego Mikołaja, a w 1934 roku francuskiego zdobywcę Atlantyku – Dieudonné Costesa. Od 27 maja do 1 czerwca 1935 roku brał udział w szkoleniu szybowcowym w Wojskowym Obozie Szybowcowym w Ustjanowej. Na stopień pułkownika został mianowany ze starszeństwem z 1 stycznia 1936 i 2. lokatą w korpusie oficerów aeronautyki (od 1937 korpus oficerów lotnictwa, grupa liniowa).
Od 1 czerwca 1939 roku pełnił służbę w Dowództwie Lotnictwa Ministerstwa Spraw Wojskowych na stanowisku zastępcy dowódcy lotnictwa do spraw dowodzenia. 6 września 1939 roku został ewakuowany Lwowa, a następnie do Zaleszczyk, gdzie pełnił funkcję dowódcy Stacji Zbornej. Po agresji Związku Radzieckiego 17 września przekroczył granicę rumuńską i przedostał się do Rumunii, gdzie zajął się przerzucaniem polskich lotników do Francji. 6 stycznia 1940 roku przedostał się do Paryża i został mianowany kierownikiem Polskiej Wojskowej Placówki Ewakuacyjnej w Atenach. Od 1 września 1940 roku pełnił funkcję kierownika Ekspozytury „A” Oddziału II Sztabu Naczelnego Wodza w Atenach. 19 kwietnia 1941 roku został ewakuowany do Jerozolimy, gdzie wstąpił do Wojska Polskiego na Środkowym Wschodzie.
W Royal Air Force odbył praktykę lotniczą, a następnie objął funkcję kierownika Referatu Lotniczego w Komisji Doświadczalnej oraz wykładowcy lotnictwa w Centrum Wyszkolenia Broni i Służb. W późniejszych latach pełnił funkcję kierownika poboru ochotników do lotnictwa i oficera do spraw lotnictwa w sztabie Armii Polskiej na Wschodzie. 1 października 1944 roku został ewakuowany do Wielkiej Brytanii, otrzymał numer służbowy RAF P-7730. Od 1 lutego do 20 maja 1945 roku był oficerem łącznikowym Polskich Sił Powietrznych z dowództwem jednostek terytorialnych w Edynburgu. 20 maja 1945 roku został powołany na członka komisji regulaminowej Dowództwa PSP, a 28 marca 1949 roku został zdemobilizowany.
Nie zdecydował się na powrót do Polski, pozostał na emigracji w Wielkiej Brytanii. Zmarł 4 lutego 1960 roku i został pochowany na cmentarzu Fulham New Cemetery w Londynie.

## Życie prywatne
24 października 1921 roku zawarł związek małżeński w Ostrowie Wielkopolskim z Kazimierą Wilkoszewską, 18 sierpnia 1923 roku urodziła się im córka Danuta.

## Ordery i odznaczenia
Za swą służbę otrzymał odznaczenia:
- Krzyż Srebrny Orderu Wojskowego Virtuti Militari nr 482 – 8 kwietnia 1921[28][29]
- Krzyż Kawalerski Orderu Odrodzenia Polski (10 listopada 1928)[30]
- Krzyż Walecznych (czterokrotnie – 23 listopada 1921[31])
- Medal Lotniczy (dwukrotnie)[32]
- Złoty Krzyż Zasługi (19 marca 1937)[33]
- Medal Niepodległości (2 maja 1933)[34][23]
- Medal Pamiątkowy za Wojnę 1918–1921
- Medal Dziesięciolecia Odzyskanej Niepodległości
- Srebrny Medal za Długoletnią Służbę
- Brązowy Medal za Długoletnią Służbę
- Polowa Odznaka Pilota nr 19 (11 listopada 1928)[35]
- Krzyż Oficerski Orderu Gwiazdy Rumunii (Rumunia)
- Medal Obrony (Wielka Brytania)
- francuska Odznaka Pilota nr 14584 (22 czerwca 1923)[36]
- czechosłowacka Odznaka Pilota
- bułgarska Odznaka Pilota